# The Echo Murders
The Echo Murders é um filme britânico de 1945, dos gêneros suspense e espionagem, escrito e dirigido por John Harlow, baseado em romance de Harry Blyth.

## Sinopse
Detetive observa dois hóspedes suspeitos numa hospedaria e descobre possível ligação com um assassinato.

## Elenco
- David Farrar ..... Sexton Blake
- Dennis Price ..... Dick Warren
- Pamela Stirling ..... Stella Duncan
- Julien Mitchell ..... James Duncan
- Dennis Arundel ..... Rainsford
- Cyril Smith ..... P.C. Morgan
- Ferdi Mayne ..... Dacier
- Johnnie Schofield ..... Purvis
- Paul Croft ..... Marat
- Kynaston Reeves ..... Beales
- Desmond Roberts ..... Cotter
- Danny Green ..... Carl
- Patric Curwen ..... Dr. Grey
- Tony Arpino ..... Fox
- Vincent Holman ..... Cel. Wills
- Howard Douglas ..... Preston
- Billy Howard ..... Sgt. Crossby
- Anders Timberg ..... Wrexham
- H. Victor Weske ..... Otto
- Gerald Pring ..... Sir Horace Cranston
- Noel Dainton ..... Van Schuster
- Charles Hersee ..... senhorio
- Olive Walter ..... zelador